# Punta d'Astorg
La punta d'Astorg és una muntanya de 3.355 m d'altitud, amb una prominència de 142 m, que es troba al massís de la Maladeta, província d'Osca (Aragó).